# Orange 9mm
Orange 9 mm est un groupe de punk hardcore et heavy metal américain, originaire de New York. Il est formé en 1992 par Chaka Malik et Chris Traynor à la suite de la séparation du groupe de Malik, Burn. Ils allient une fusion de styles à une production post-hardcore. Très productif, expérimentant de nombreux univers musicaux, le groupe a contribué au développement du nu metal aux côtés de groupes tels que Korn ou Deftones. Le groupe se sépare en 1999.

## Biographie

### Débuts (1992–1994)
Chaka Malik et Chris Traynor écrivent leurs premières chansons à deux dès 1992 et sortent un premier EP éponyme en 1993 sur le label Revelation Records. Lors de cette session d’enregistrement, le groupe compte en son sein Larry Gorman à la batterie et Eric Rice à la basse.
À la suite du départ de Rice, parti rejoindre le groupe H2O à la basse, ils recrutent Davide Gentile et peu après, Matthew Cross (natif de Détroit) à la batterie. Sur la base de cette formation, ils signent leur premier album, Driver Not Included, au label East West Records (une division du label Elektra Records) en 1994. Cet album est enregistré à Los Angeles avec Dave Jerden, le producteur des groupes Alice in Chains et Jane's Addiction). Des chansons supplémentaires Magnet, Suspect, mais aussi un réarrangement du titre Can't Decide, figurent sur l'EP Revelation, enregistré à New York, après l’album.

### Succès (1995–1997)
À la suite de la sortie de l’album Driver Not Included, Orange 9 mm effectue une tournée aux États-Unis avec les groupes Helmet, Quicksand, Korn, et Deftones ; ils participent aussi au premier Airwalk Sno-Core Tour en 1997. Ils enchaînent ensuite sur une tournée européenne avec Biohazard, et partagent aussi l’affiche de trois concerts du groupe Offspring.
Avec les changements et les mutations opérés au sein de la Warner Music Group (la maison mère du label Elektra Records et d’Atlantic Records), Orange 9 mm se retrouvent chez Atlantic Records. Durant l’écriture des morceaux qui constitueront le second album, Davide Gentile quitte le groupe en 1995 pour se spécialiser dans l’ingénierie audio. Le deuxième album d’Orange 9 mm, intitulé Tragic est enregistré à New York, avec Dave Sardy producteur connu pour avoir travaillé avec les groupes Barkmarket, Helmet, ou encore Marilyn Manson),. À l’occasion de ces enregistrements, Chris Traynor se charge alors de la basse. Puis à la fin de l’enregistrement des maquettes de Tragic, Taylor McLam rejoint le groupe à la basse (McLam jouait de la basse dans le groupe de Traynor, Fountainhead). Au premier jour de l’écoute des maquettes, McLam propose une de ses compositions (Failure), qui connaîtra un certain succès. La chanson est tout de suite enregistrée et incluse dans Tragic.
Deux semaines avant la tournée de promotion de Tragic, Chris Traynor quitte Orange 9 mm pour rejoindre le groupe américain Helmet en tant que second guitariste. Orange 9 mm recrute alors le bassiste du groupe Supertouch Chris Vitali, et McLam prend la place de guitariste laissée libre. Lors de la tournée Tragic, le groupe joue aux États-Unis avec The Misfits, Deftones, Sick of It All, Ned's Atomic Dustbin, Local H, et Clutch. Ils travaillent également durant cette période avec les groupes The Sisters of Mercy et Type O Negative. Luttant pour garder leur liberté artistique plutôt que de se pervertir commercialement, le groupe rompt son contrat à la suite de la tournée de Tragic.

### Dernières années (1998–1999)
Pour les trois années à venir, Orange 9 mm écrit et développe un processus créatif explorant toujours plus d’univers différents. Le groupe compose ainsi de nombreux titres et fait des minis tournés sur un week-end. À titre d’exemple, le groupe sort un maxi CD (split CD)[Lequel ?] pour le Japon, et fait une tournée intensive d’une semaine dans ce pays où ils multiplient les concerts et la promotion.
À mi-chemin de ce processus, Orange 9 mm publie un EP cinq titres, Ultraman vs. Godzilla, au label Ng Records. Le partenariat entamé par le groupe et le label est de bon augure. Orange 9 mm est très productif et donne beaucoup de matières à ce label, de nouvelles chansons et de nouvelles sessions d’enregistrement se profilent. Plus de quinze chansons sont enregistrées durant l’été 1998 dans le sous sol de la maison de Taylor située à Long Island et fourniront ce qui devait être le prochain album du groupe. Leur musique se veut être plus brute et expérimentale, incorpore davantage de rythmes progressifs et plus de percussion sans oublier l’ajout de  synthétiseur et de piano électrique à la mode des années 1970. Cependant, le seul morceau de ces sessions à être achevé et sorti est la chanson connue sous le titre Alien, qui figure sur le troisième album du groupe Pretend I'm Human sorti en 1999. Peu après, le bassiste Chris Vitali quitte le groupe pour vaquer à ses propres occupations. Réduit à un trio, Malik, McLam, et Cross poursuivent leur processus créatif.
Dans les caves des Ng Studios de New York où le groupe travaille alors, les membres concentrent leur énergie, réorientent leur élan créatif, et réalisent des productions moins sophistiquées, plus « brute de béton ». Les nouvelles chansons sont plus fouillées, plus raffinées et sonnent plus claires qu’auparavant. Très vite, cinq chansons sont enregistrées avec le producteur de metalcore Don Fury au Fury Studios, situés à Spring Street. Parmi ces titres, Pretend I'm Human et Tightrope feront partie de la liste des titres de Pretend I'm Human. Quand vient le temps d’enregistrer Pretend I'm Human, Orange 9 mm se délocalise en Californie en fin d’hiver 1998, début du printemps 1999 et travaille avec le producteur Neil Perry. La plupart de ces productions figurera sur  Pretend I'm Human, album écrit en studio. La journée type du groupe se définit comme suit : le groupe arrive au studio en matinée, déjeune et prend le café en écoutant la musique créée la veille ou celle d’autres artistes. Rush, Jay-Z et Miles Davis sont parmi les artistes qu’ils écoutent le plus à cette époque. Le groupe passe ensuite sa matinée et son début d’après-midi à écrire puis le reste de la journée est consacré à la création musicale de ce qui sera la base des titres à venir. Le résultat final de ces sessions allait constituer la base de leur travail à venir. Le sentiment d'urgence de leurs premières productions, remplacée par une nouvelle orientation et à une production soignée de l’album ont été la clé du succès de l’album. Les fans d'Orange 9 mm ont pu apprécier le rythme effréné de cet album allié à la continuité de ton des précédents albums. Le processus de création et l’adhésion du public à celui-ci est perçu comme gratifiant par le groupe.
Durant la période située entre la sortie de l’album et la tournée, une nouvelle formation est constituée : Alex Bongiorno, qui a joué avec Cross à Detroit au début des années 1990 (les deux protagonistes joueront dans Firewerk un groupe de rock industriel de Détroit), est brièvement second guitariste ; et la fonction de bassiste est assumée par Greg « Bass » Eckelman. L’ajout d’une seconde guitare est crucial dans le processus de création.

## Discographie

### Albums studio
- 1993 : Orange 9 mm
- 1994 : Driver Not Included
- 1996 : Tragic
- 1999 : Pretend I'm Human

### EP
- 1995 : Revelation
- 1998 : Ultraman vs. Godzilla